# ゴドフリート・スカルッケン
ゴドフリート・スカルッケン（Godfried Schalcken、1643年 - 1706年11月16日）はオランダの画家である。オランダ黄金時代末期の画家である。風俗画や肖像画を描いた。

## 略歴
現在の北ブラバント州のメイド(Made)に生まれた。4歳でドルトレヒトに移り、父親はそこでラテン語学校の講師をした。ドルトレヒトでレンブラントの弟子だったサミュエル・ファン・ホーホストラーテンに学んだ後、ライデンに移り、もう一人のレンブラントの弟子であったヘラルト・ドウに学んだ。初期の風俗画作品はドウの影響を強く受けていた。
1675年頃、ドルトレヒトに戻り、1679年10月に結婚し、3人の子供が生まれた。1691年からデン・ハーグに住んだ。1692年から1697年の間は何度かイギリスに渡り、働いたが、イギリスに定住することはなかった。1703年にはデュッセルドルフで、プファルツ選帝侯ヨハン・ヴィルヘルムのために働いた。
デン・ハーグで死去した。
肖像画(人物画)を多く描き、ヘラルト・ドウと同じようにランタンやロウソクの灯りに照らされた人物を描くのを好んだ。

## 作品

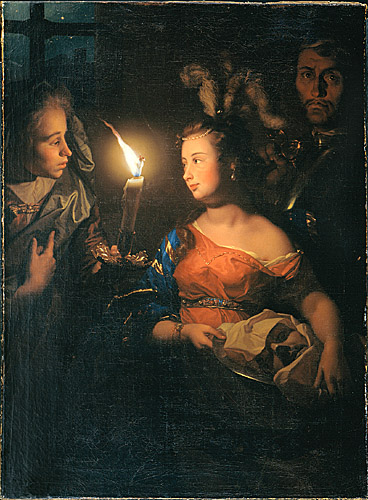
ヨハネの首を持つサロメ (c.1700)
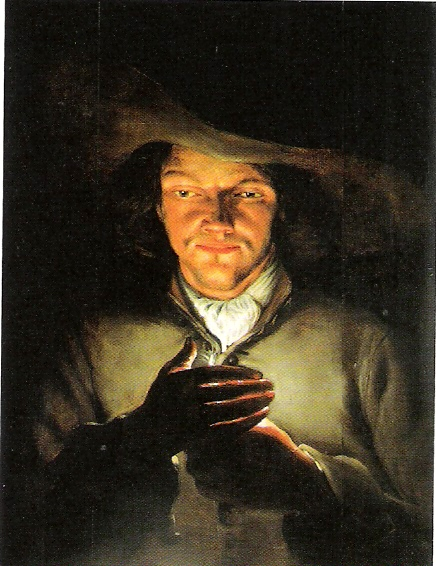
ローソクを持つ男 (c.1700)
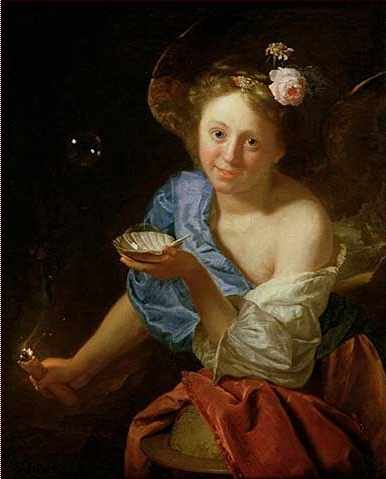
Allegory of Fortune (1680s)
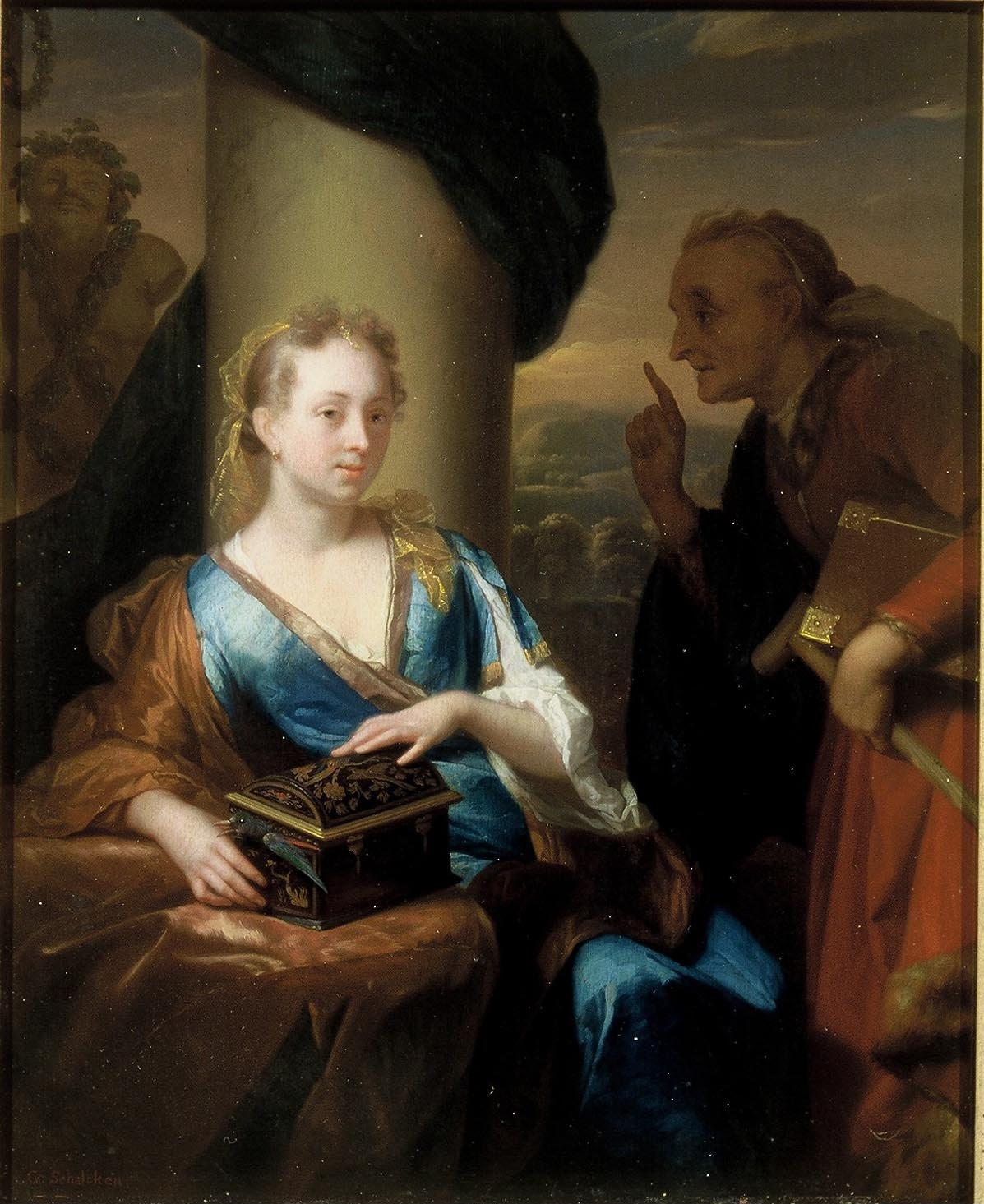
The Chastity Lesson (1680s)
Die ärztliche Konsultation
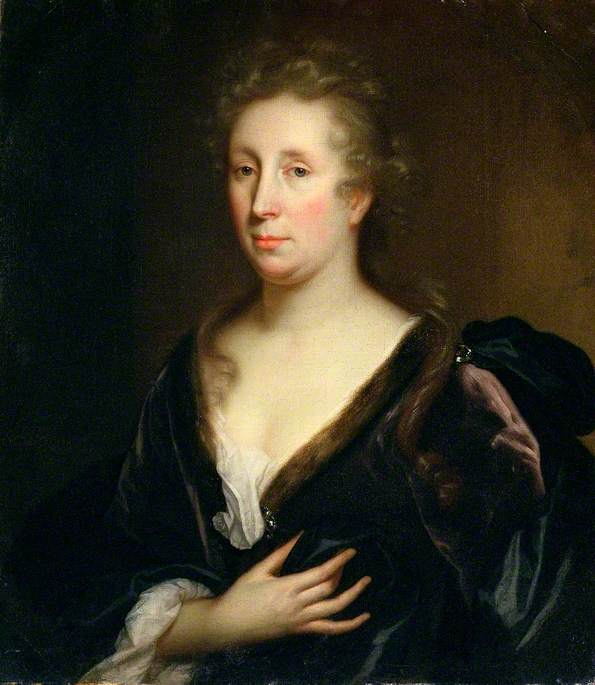
ラッヘル・ライス-画家
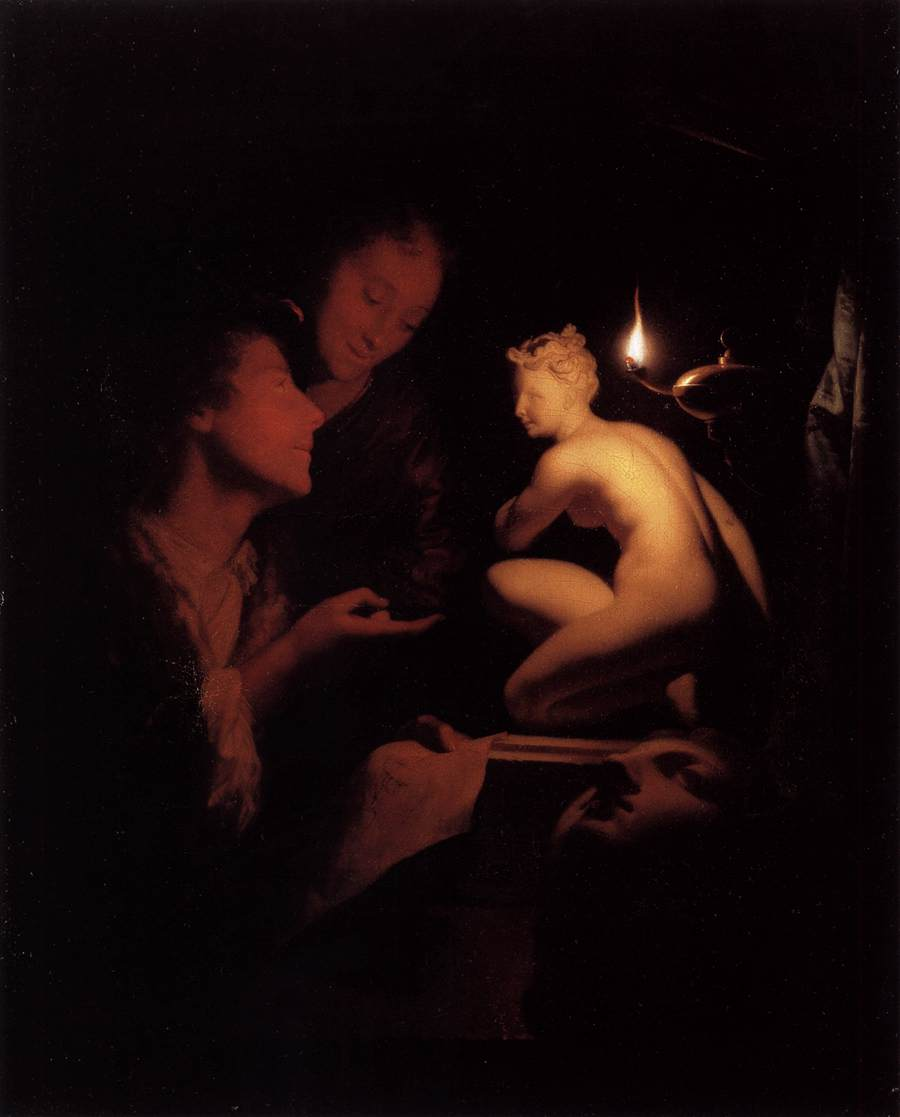
彫刻を見る画家とモデル
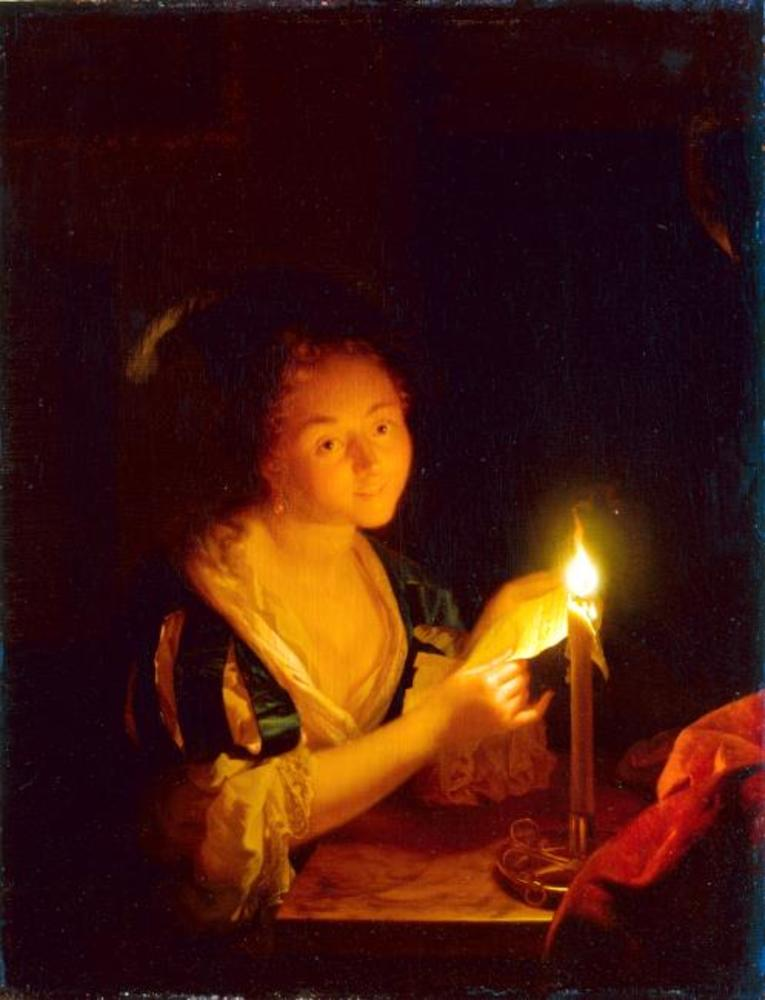
手紙を読む少女

## 関連文献
- Complete text of Sheridan Le Fanu's short story
- DeGroot, Catalogue of Dutch Painters (New York, 1913)